# Свято-Успенська церква (Лютенька)
Свято Успенська церква (молитовний будинок) села Лютенька - цегляний храм перебудований громадою села з адміністративної будівні в другій половині 90Х років.

## Історія
Після розпаду СРСР припинилися переслідування та утиски прав вірянин, місцеві жителі створили релігійну громаду яку очолив протоієрей Іван (Кавчак).
Релігійній громаді була надана закинута адміністративна будівля. Храм освятив митрополит Полтавський і Кременчуцький Феодосій. При протоієреї Іоані (Кавчак) був встановлений купол та хрест храму, добудований притвор та веранда, побудовано церковну «сторожку» , встановлено огорожу та доведено до ладу подвір’я храмового комплексу. Проведено облаштування храму: встановлено іконостас, закуплене церковне начиння, відремонтовано стелю та проведено електрифікацію.
З 2007 року настоятелем храму став протоієрей Василь (Лило).
У 2008 році проведено капітальний ремонт храму, поновлено іконостас, встановлено імпровізовані дзвони.
У 2009 році перекритий притвор храму, заміна парадних дверей.
У 2010 році проведено заміну куполу та хреста.
У 2011 році часткова заміна електропроводки храму, встановленоа група електробезпеки.
У 2015 році встановлено твердопаливну піч (буржуйку), проведено ремонт «сторожки», добудовано дровник.
У 2016 році побудовані нові вхідні сходи.
Храмове свято відзначають 28 серпня ( Успіння Пресвятої Богородиці), традиційно в цей день на церковному подвір’ї проводиться благодійний обід так звані «галушки»
Релігійна громада села Лютенька під керівництвом протоієрея Василя (Лило) будує на місці руїн Успенської церкви новий дерев’яний храм : Церкву Успіння Пресвятої Богородиці.

Свято-Успенський храм Лютенька 2000 рік
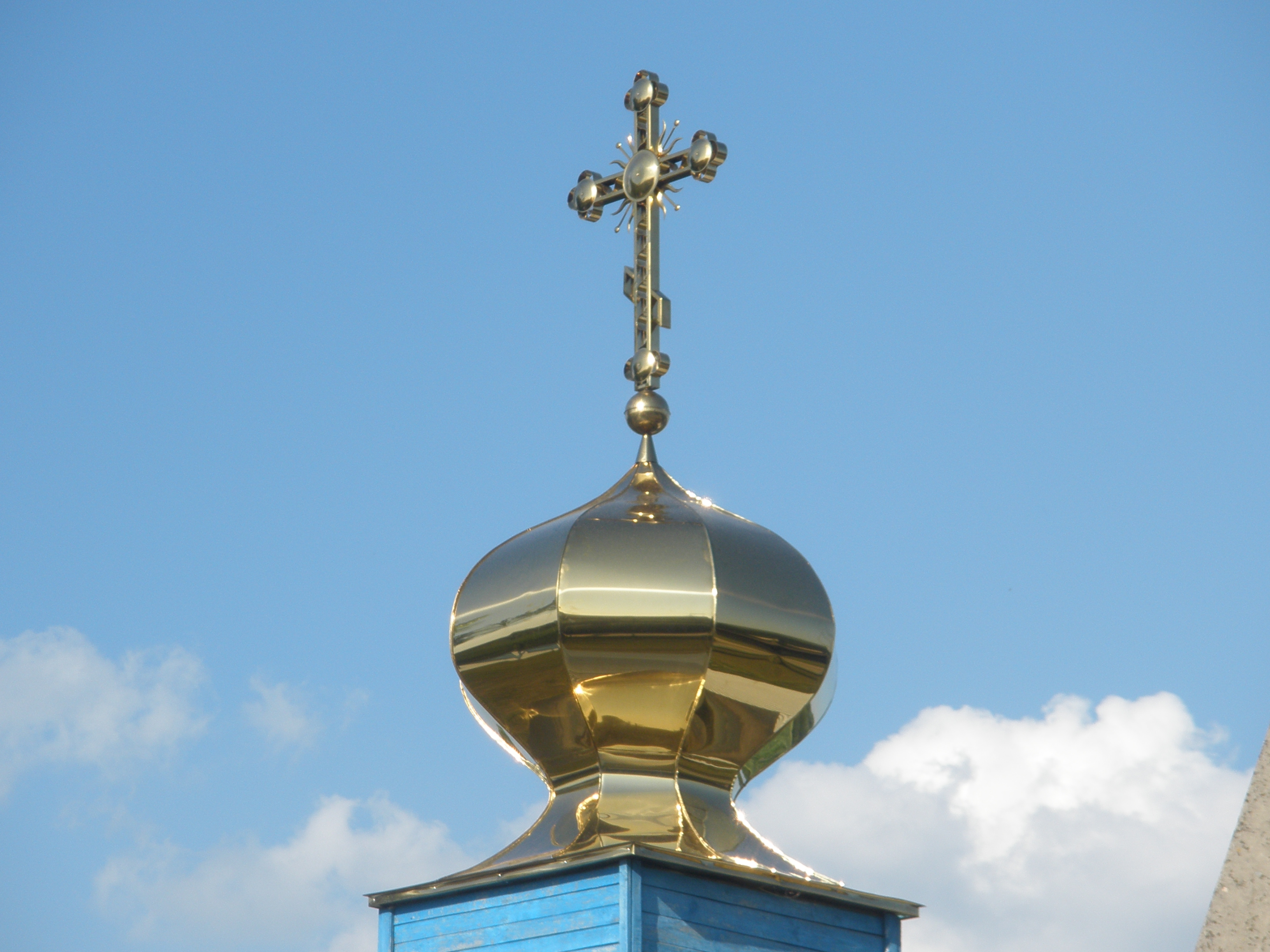
Купол Успенської церкви у с. Лютенька
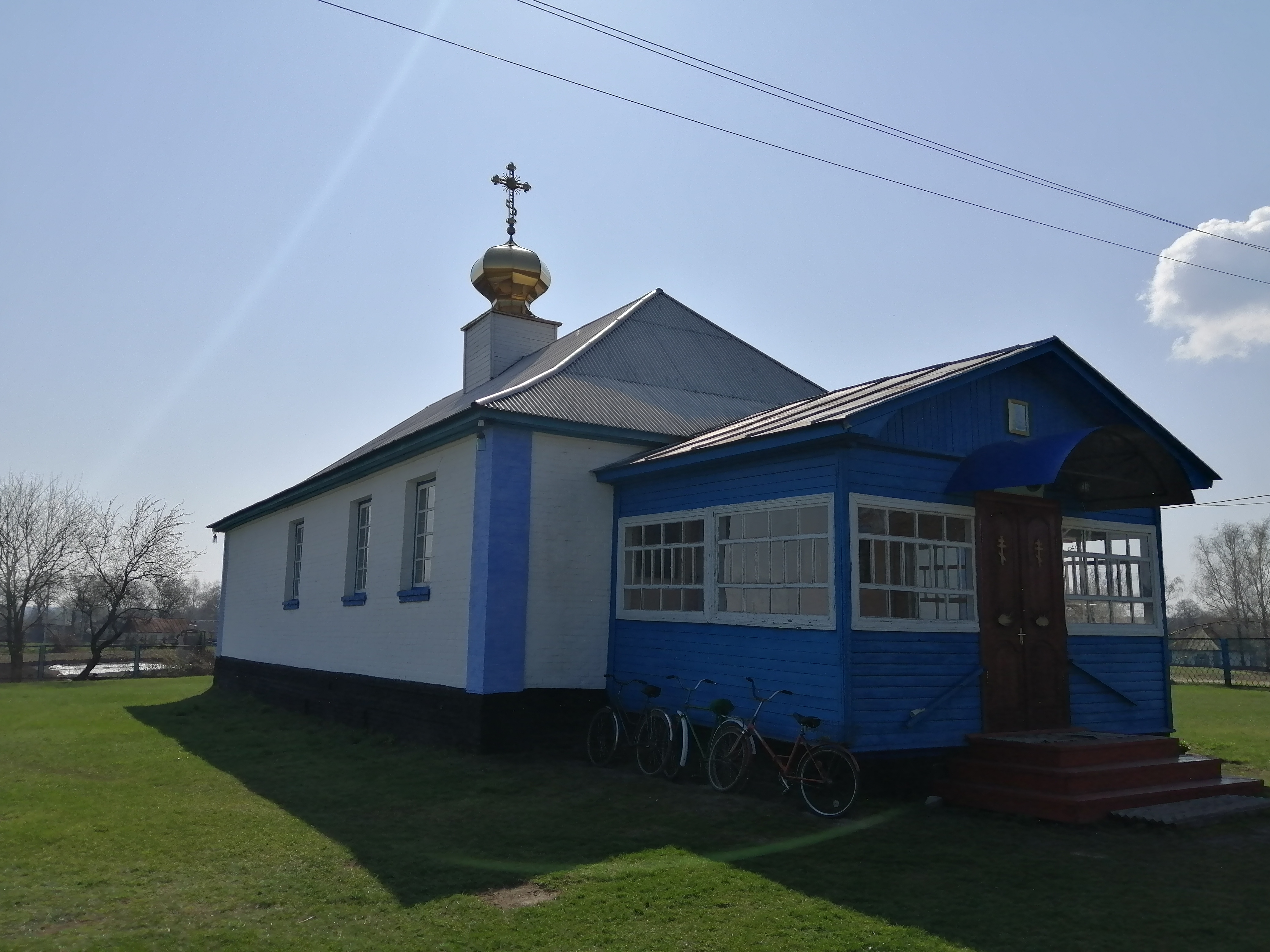
Свято-Успенська церква (Лютенька) 2019 рік.
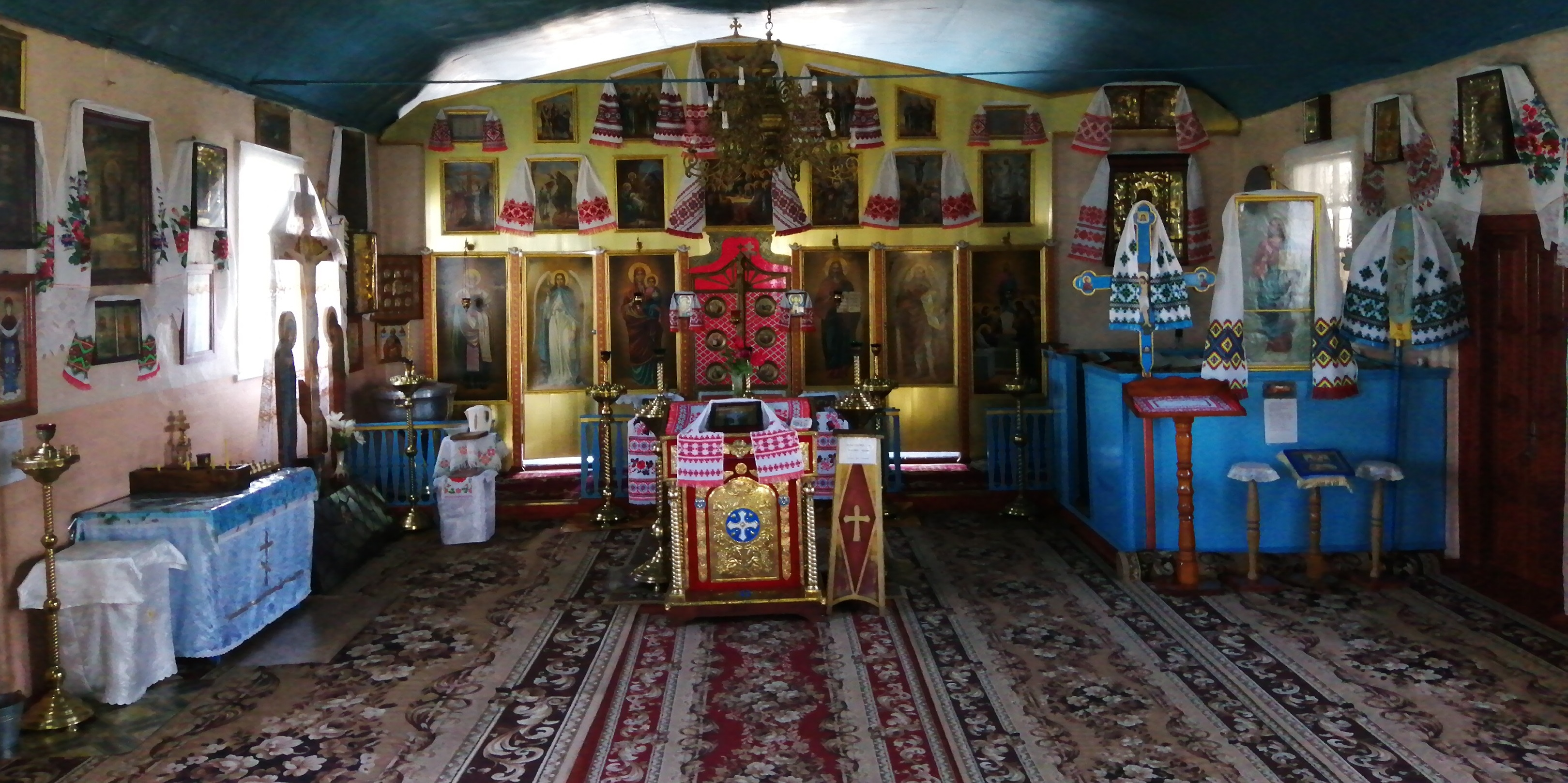
Свято-Успенський храм. Іконостас.

## Клірики
- 1991-1994 протоієрей Іоан (Кавчак).
- 1994-2000 протоієрей Іван (Новосад).
- 2000-2007 ієрей Андрій (Наклюцький).
- З 2007  протоієрей Василь (Лило).